# Kyrkkaffe (kortfilm)
Kyrkkaffe är en kortfilm skriven och regisserad av Lars Johansson.

## Handling
En högmässa i en landsortskyrka spårar ur. Prästen är sen, varken orgeln eller den elektroniska psalmtavlan fungerar och den enda besökaren somnar i bänken. Präst, klockare och organist bestämmer sig för att gå direkt på kyrkkaffet - i själva kyrksalen. 
Då dyker plötsligt församlingen upp och allt börjar fungera. Det visar sig att alla timers i kyrkan står på sommartid och har inte ändrats till normaltid. 

## Visning
Filmen visades i SVT den 26 september 1989, som en påminnelse om att omställningen från sommartid till normaltid var förestående. 

## Skådespelare
- Rolf Lassgård - Kantorn
- Jalle Lindblad - Klockaren
- Pär Milstam - Prästen
- Ruth Stevens - kyrkobesökaren